# Шампионат на ВОСО
Футболният шампионат на ВОСО е турнир, провеждан в България (с прекъсване) в периода 1924-1944 година.
Победителят получава право да играе в надпреварата за Царската купа. ФК „Победа“, Пловдив е единственият финалист в първото проведено държавно първенство през 1924 година, но друг финалист не е излъчен и шампионатът не завършва.
През 1938, 1939 и 1940 г. шампионат не се провежда, защото е действала Националната футболна дивизия.
Рекордьор по спечелени титли е „Владислав“ с 9 титли

## Шампиони
- 1924: „Владислав“
- 1925: „Владислав“
- 1926: „Владислав“
- 1927: „Владислав“
- 1928: „Владислав“
- 1929: „Шипченски сокол“, Варна
- 1930: „Владислав“
- 1931: „Шипченски сокол“
- 1932: „Шипченски сокол“
- 1933: „Шипченски сокол“
- 1934: „Владислав“
- 1935: „Тича“, Варна
- 1936: „Тича“
- 1937: „Владислав“
- 1941: „Владислав“
- 1942: „Победа“
- 1943: „Тича“
- 1944: „Шипченски сокол“

## Класиране по титли
- 9 титли – „Владислав“
- 5 титли – „Шипченски сокол“
- 3 титли – „Тича“
- 1 титли – „Победа“